# Korschiw (Kolomyja)
Korschiw (ukrainisch Коршів; russisch Коршев Korschew, polnisch Korszów) ist ein in der Westukraine liegendes Dorf etwa 35 Kilometer südöstlich der Oblasthauptstadt Iwano-Frankiwsk und 14 Kilometer nördlich der Rajonshauptstadt Kolomyja am Fluss Turka gelegen.

## Geschichte
Der Ort wurde 1434 zum ersten Mal schriftlich erwähnt und lag zunächst in der Adelsrepublik Polen-Litauen in der Woiwodschaft Ruthenien. Von 1772 bis 1918 gehörte er unter seinem polnischen Namen Korszów zum österreichischen Galizien. Nach dem Ende des Ersten Weltkrieges kam der Ort zu Polen und lag hier ab 1921 in der Woiwodschaft Stanislau, Powiat Kołomyja, Gmina Korszów. Mit Beginn des Zweiten Weltkriegs wurde der Ort ab September 1939 erst von der Sowjetunion und ab Juni 1941 bis 1944 von Deutschland besetzt, hier wurde der Ort in den Distrikt Galizien eingegliedert.
1944 kam der Ort wiederum zur Sowjetunion, dort wurde sie Teil der Ukrainischen SSR und ist seit 1991 ein Teil der heutigen Ukraine. Der nunmehr Korschiw genannte Ort wurde während der sowjetischen Zeit 1940 zur Rajonshauptstadt des gleichnamigen Rajons Korschiw, dieser wurde 1959 aufgelöst und dem Rajon Otynija zugeschlagen.
Bereits seit 1866 befindet sich die heutige Bahnstrecke Lwiw–Tscherniwzi südlich des Ortes, er besitzt auch einen Bahnhof an dieser Strecke.

## Verwaltungsgliederung
Am 25. Mai 2018 wurde das Dorf zum Zentrum der neu gegründeten Landgemeinde Korschiw (Коршівська сільська громада/Korschiwska silska hromada). Zu dieser zählen auch die 5 Dörfer in der untenstehenden Tabelle aufgelistetenen Dörfer, bis dahin bildete es zusammen mit den Dörfern Kasaniw und Lisky die Landratsgemeinde Korschiw (Коршівська сільська рада/Korschiwska silska rada) im Zentrum des Rajons Kolomyja.
Am 12. Juni 2020 kamen noch die 2 Dörfer Lisna Slobidka und Tscheremchiw zum Gemeindegebiet.
Folgende Orte sind neben dem Hauptort Korschiw Teil der Gemeinde:
| Name                     | Name           | Name                               | Name           | Name |
| ukrainisch transkribiert | ukrainisch     | russisch                           | polnisch       |      |
| ------------------------ | -------------- | ---------------------------------- | -------------- | ---- |
| Bohorodytschyn           | Богородичин    | Богородичин (Bogoroditschin)       | Bohorodyczyn   |      |
| Kasaniw                  | Казанів        | Казанов (Kasanow)                  | -              |      |
| Lisky                    | Ліски          | Лески (Leski)                      | Liski          |      |
| Lisna Slobidka           | Лісна Слобідка | Лесная Слободка (Lesnaja Slobodka) | Słobódka Leśna |      |
| Mychalkiw                | Михалків       | Михалков (Michalkow)               | Michałków      |      |
| Schukotyn                | Жукотин        | Жукотин (Schukotin)                | Żukocin        |      |
| Tscheremchiw             | Черемхів       | Черемхов (Tscheremchow)            | Czeremchów     |      |